# Éourres
Cet article concerne une commune des Hautes-Alpes. Pour le quartier homophone de Marseille, voir Éoures.
Éourres est une commune française située dans le département des Hautes-Alpes en région Provence-Alpes-Côte d'Azur. La commune fait partie du parc naturel régional des Baronnies provençales, créé en 2015.

## Géographie
La commune d’Éourres se situe au sud du département des Hautes-Alpes et aux confins de la Drôme et des Alpes de Haute-Provence, entre la vallée de la Méouge (affluent du Buech) et celle du Jabron (affluent de la Durance). Le village, à 980 m d’altitude, est entouré d’un cirque de montagnes avec, au nord, la montagne de Chanteduc (alt. 1 542 m) et au sud, les montagnes de Mare (1 603 m) et du Pied de Mulet (1 537 m). Outre le village d’Éourres, la commune comprend les hameaux des Damias (ou Damians), de la Beylonne, des Peyres et de Rougnouse (ce dernier étant aujourd’hui réduit en ruines).

### Climat
Pour des articles plus généraux, voir Climat de Provence-Alpes-Côte d'Azur et Climat des Hautes-Alpes.
En 2010, le climat de la commune est de type climat de montagne, selon une étude du Centre national de la recherche scientifique s'appuyant sur une série de données couvrant la période 1971-2000. En 2020, Météo-France publie une typologie des climats de la France métropolitaine dans laquelle la commune est exposée à un climat de montagne ou de marges de montagne et est dans la région climatique Alpes du sud, caractérisée par une pluviométrie annuelle de 850 à 1 000 mm, minimale en été.
Pour la période 1971-2000, la température annuelle moyenne est de 8,9 °C, avec une amplitude thermique annuelle de 16,5 °C. Le cumul annuel moyen de précipitations est de 1 165 mm, avec 7,5 jours de précipitations en janvier et 4,4 jours en juillet. Pour la période 1991-2020, la température moyenne annuelle observée sur la station météorologique de Météo-France la plus proche, « Séderon », sur la commune de Séderon à 13 km à vol d'oiseau, est de 9,7 °C et le cumul annuel moyen de précipitations est de 1 032,4 mm. 
La température maximale relevée sur cette station est de 38,4 °C, atteinte le 28 juin 2019 ; la température minimale est de −23 °C, atteinte le 4 janvier 1971,,.
Les paramètres climatiques de la commune ont été estimés pour le milieu du siècle (2041-2070) selon différents scénarios d'émission de gaz à effet de serre à partir des nouvelles projections climatiques de référence DRIAS-2020. Ils sont consultables sur un site dédié publié par Météo-France en novembre 2022.

## Urbanisme

### Typologie
Au 1er janvier 2024, Éourres est catégorisée commune rurale à habitat dispersé, selon la nouvelle grille communale de densité à 7 niveaux définie par l'Insee en 2022.
Elle est située hors unité urbaine et hors attraction des villes,.

### Occupation des sols
L'occupation des sols de la commune, telle qu'elle ressort de la base de données européenne d’occupation biophysique des sols Corine Land Cover (CLC), est marquée par l'importance des forêts et milieux semi-naturels (96,4 % en 2018), en diminution par rapport à 1990 (97,7 %). La répartition détaillée en 2018 est la suivante : 
milieux à végétation arbustive et/ou herbacée (62,6 %), forêts (32,2 %), zones agricoles hétérogènes (2,3 %), espaces ouverts, sans ou avec peu de végétation (1,6 %), prairies (1,3 %).
L'évolution de l’occupation des sols de la commune et de ses infrastructures peut être observée sur les différentes représentations cartographiques du territoire : la carte de Cassini (XVIIIe siècle), la carte d'état-major (1820-1866) et les cartes ou photos aériennes de l'IGN pour la période actuelle (1950 à aujourd'hui).

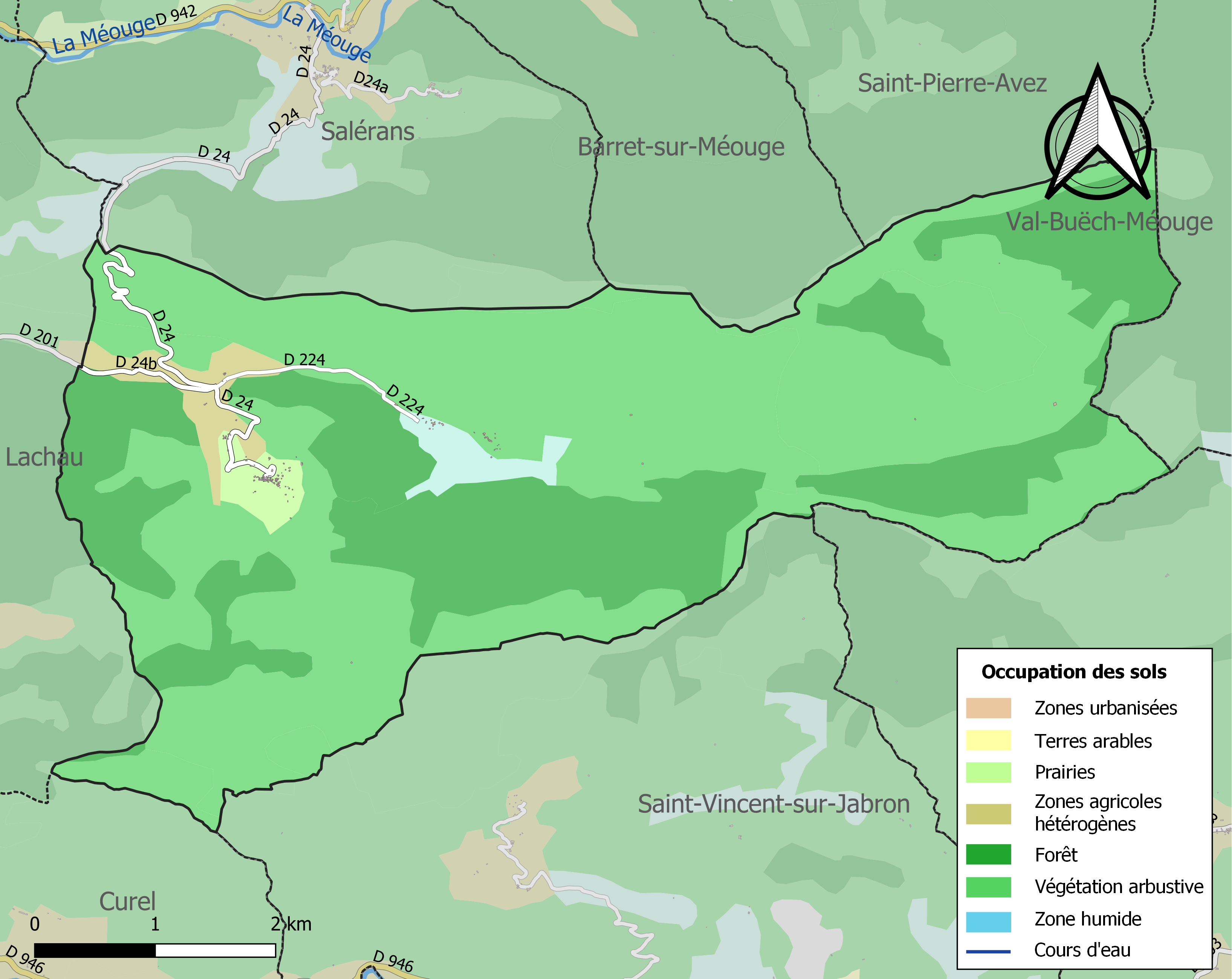
Carte de l'occupation des sols de la commune en 2018 (CLC).

## Toponymie
Le nom de la localité est attesté sous les formes Helris en 1365, Cura de Euris en 1500.
Eoras en occitan haut-alpin.

## Histoire
Les premières traces d’habitation humaine sur l’actuelle commune d’Éourres, au néolithique, ont été trouvées dans une grotte située au-dessous de la Crête de Chanteduc, au nord de la commune.

### Moyen Âge
Au Moyen Âge, Éourres appartenait à la seigneurie de Lachau, laquelle faisait partie du fief des Mévouillon, famille qui a régné sur la région pendant quatre siècles sous la suzeraineté des comtes de Provence. Au Xe siècle, les conquêtes d’Adhémar de Monteil (Montélimar) ont amené un partage de la seigneurie. À Éourres, le seigneur des lieux fut évincé par Adhémar, dont les descendants y ont construit un important château au XIe ou XIIe siècle. On n’en trouve plus de traces aujourd’hui, mais la butte de son emplacement s’appelle « le château » encore de nos jours.
En l’an 1200, le seigneur de Lachau, Reybaud, a accordé la charte dite de Reybaud, charte accordant libertés et franchise à tous hommes placés sous sa juridiction et à leur héritiers. Cette charte fut ratifiée par le seigneur Raymond de Mévouillon.
Le 10 juillet 1298, le baron Raymond de Mévouillon se reconnaît vassal du Dauphin pour toutes les terres qu’il possède, parmi lesquelles celles d’« Euris », au canton de Ribiers.

### Fin de l'Ancien Régime
En 1641, la lignée des Mévouillon s’éteint. Éourres passe avec tout le Val de Barret aux Valbelle, qui en font un comté en 1711.
Une étude des registres paroissiaux faite par Gilberte et Raymond Manent de Laragne révèle qu’à la fin du XVIIe et début du XVIIIe siècle, les métiers du village, outre une majorité d’agriculteurs, comprend : un tisserand, un tailleur d’habits, un cardeur de laine et un cordonnier, ainsi qu’un meunier et un maréchal à forge. Les personnalités « dominantes » (par leur fonction ou par leur argent) sont : le châtelain, le bayle, le juge, le notaire, le prêtre, puis le « régent de la jeunesse », maître d’école toujours issu d’une « bonne famille ».

### Révolution française

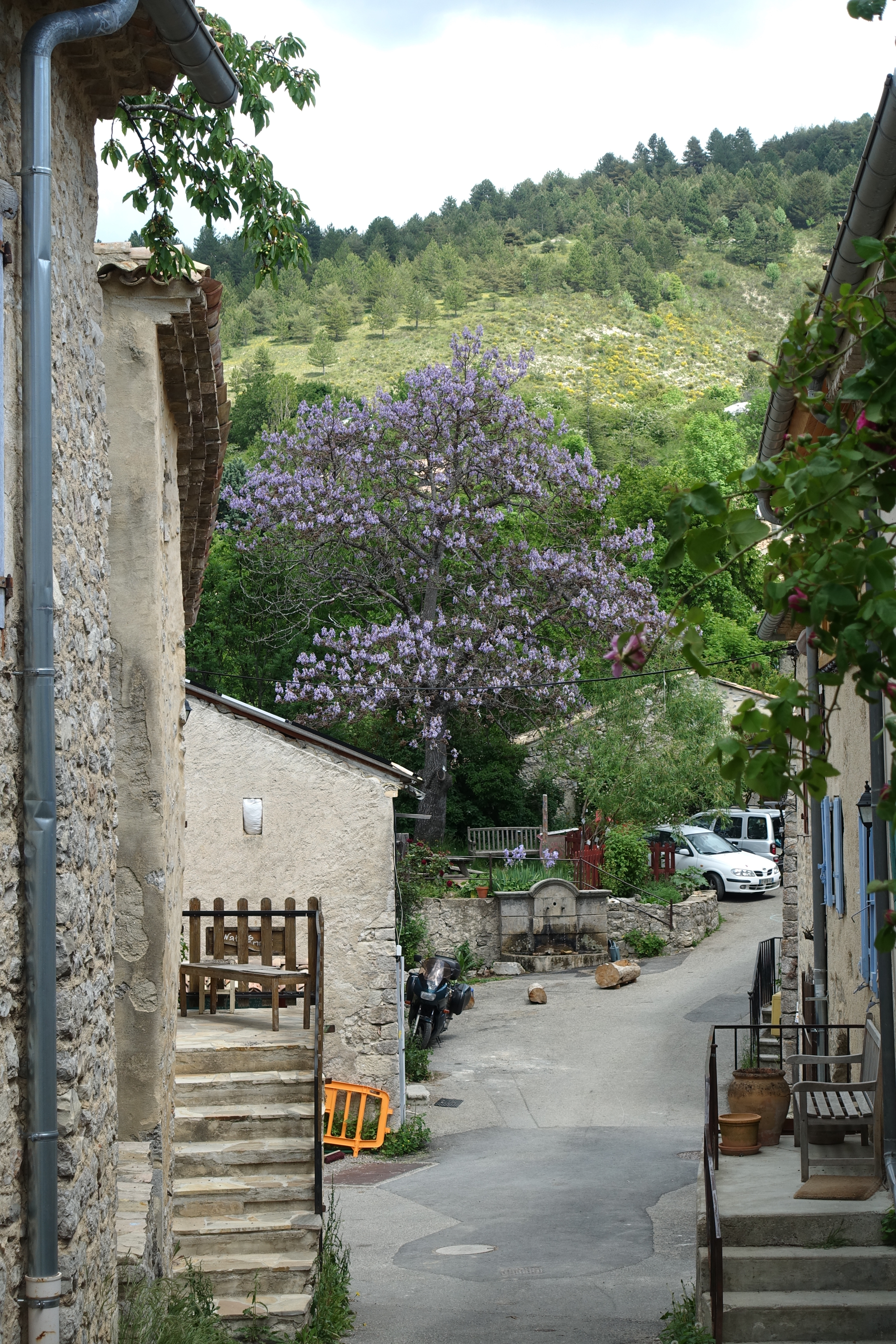
La place du village, la fontaine, avec le paulownia en fleurs.

En 1789, les réponses de la commune aux questions posées par les Procureurs généraux révèlent que les récoltes consistaient en froment, seigle, épeautre et avoine, ainsi que les produits des pommiers, poiriers et noyers. En 1803, il y a un moulin à huile (de noix) dans un hameau aujourd’hui disparu, celui de la Confrérie de l’Auzance (ce moulin existait toujours au début du XXe siècle).
La population d’Éourres atteint son maximum avec 591 habitants en 1831, plus que celle des  communes voisines de Salérans et de Barret. Victime du déclin dû à l’exode rural avec l’avènement de la révolution industrielle, sa population décroît jusqu’à 250 en 1901, et à peine 190 en 1913.
Deux guerres mondiales et l’exode rural continu laissent la commune exsangue, avec seulement 17 habitants en 1962. Cependant, deux nouveautés affectent la vie locale entre les deux guerres : l’arrivée de l’eau courante au robinet, puis l’électrification du village en 1935.

### Période contemporaine
Dans les années 1960 et 1970, une communauté d’orientation New Age, Terre Nouvelle, et deux familles pratiquant le maraîchage biologique créent dans la commune une école (de pédagogie proche de Steiner). Deux studios d'enregistrement (Muance et Labora), une association culturelle (Egora) produisant le FestiVal de Méouge, des artistes (Pema Trachy, Mildup, Jean-Marie Bevort) s'installent également dans le village. D'autres artistes, mais peu, y résident encore.
En 2021, deux journalistes, Jean-Loup Adénor et Timothée de Rauglaudre, dénoncent dans un livre les nombreuses dérives sectaires dans le village d'Éourres, notamment liées à l'anthroposophie,.
Lors du premier tour de l’élection présidentielle de 2022, la commune enregistre un record en votant à 91 % pour le candidat de La France insoumise, Jean-Luc Mélenchon, tandis que 6 candidats ne récoltent aucune voix.

### Les ruines du village de Rougnouse
Habité du Moyen Âge et jusqu'aux années 1960, le village de Rougnouse a finalement été déserté, victime de l'exode rural (le dernier berger l'a quitté dans les années 1980). Il est progressivement tombé en ruines avant d'être méticuleusement démantelé (cimetière inclus) au début des années 2000 pour la récupération de matériaux de construction. Le seul moyen d'accès qui permet encore d'y parvenir est un chemin de terre qui part de Ribiers et rejoint le village d'Éourres. Par le col Saint-Pierre, il est possible également de rejoindre la vallée du Jabron.

### Gentilés
Les gentilés sont appelés soit Éourriens, soit Bacalars.
En provençal, bacalar est un terme méprisant pour désigner de jeunes hommes, l'étymologie de ce terme pourrait également désigner un vassal rural d'un ordre inférieur, un jeune guerrier qui n'est pas encore chevalier, un ecclésiastique d'un degré inférieur ou un jeune célibataire.

## Politique et administration

### Tendances politiques et résultats
À l'élection présidentielle de 2002, Jacques Chirac a obtenu 100 % des suffrages exprimés (31 voix), contre 0 pour Jean-Marie Le Pen. Au premier tour, Noel Mamère et Olivier Besancenot avaient obtenu dix voix, contre deux pour Le Pen et aucune pour Chirac. Le taux de participation au second tour s'élevait à 68,52 % (37 votants sur 54 inscrits).
En 2007, Ségolène Royal (battue au niveau national) a recueilli 55 voix (90,16 %), contre six (9,84 %) pour Nicolas Sarkozy. Au premier tour, José Bové avait obtenu 32 voix, Ségolène Royal douze et Nicolas Sarkozy cinq. Le taux de participation au second tour s'élevait à 82,67 % (62 votants sur 75 inscrits).
En 2012, François Hollande (élu au niveau national) a recueilli 61 voix (89,71 %), contre sept (10,29 %) pour Nicolas Sarkozy. Au premier tour, Eva Joly avait obtenu 25 voix (42,37 %, ce qui fut le score le plus élevé de France), Jean-Luc Mélenchon 14 voix et François Hollande douze voix. Le taux de participation au second tour s'élevait à 83,53 % (71 votants sur 85 inscrits).

### Liste des maires
| Période                                  | Période   | Identité            | Étiquette | Qualité                                                   |
| ---------------------------------------- | --------- | ------------------- | --------- | --------------------------------------------------------- |
| Les données manquantes sont à compléter. |           |                     |           |                                                           |
| mars 1977                                | mars 1983 | Robert André        |           |                                                           |
| mars 1983                                | mars 1989 | Gilles Roy          |           |                                                           |
| mars 1989                                | mars 1995 | Richard Mainguenaud |           |                                                           |
| mars 1995                                | mars 2001 | Yves Michel         |           |                                                           |
| mars 2001                                | mai 2020  | Caroline Yaffee     |           | Agricultrice exploitante                                  |
| mai 2020                                 | En cours  | Nathalie de Bruyne, |           | Profession intermédiaire de la santé et du travail social |

### Intercommunalité
Éourres fait partie :
- de 1993 à 2017, de la communauté de communes du canton de Ribiers Val de Méouge ;
- à partir du 1er janvier 2017, de la communauté de communes Sisteronais-Buëch.

## Population et société

### Démographie
L'évolution du nombre d'habitants est connue à travers les recensements de la population effectués dans la commune depuis 1793. Pour les communes de moins de 10 000 habitants, une enquête de recensement portant sur toute la population est réalisée tous les cinq ans, les populations de référence des années intermédiaires étant quant à elles estimées par interpolation ou extrapolation. Pour la commune, le premier recensement exhaustif entrant dans le cadre du nouveau dispositif a été réalisé en 2007.

En 2022, la commune comptait 141 habitants, en évolution de +6,82 % par rapport à 2016 (Hautes-Alpes : +0,4 %, France hors Mayotte : +2,11 %).
| 1793 | 1800 | 1806 | 1821 | 1831 | 1836 | 1841 | 1846 | 1851 |
| ---- | ---- | ---- | ---- | ---- | ---- | ---- | ---- | ---- |
| 502  | 502  | 572  | 546  | 591  | 557  | 567  | 561  | 551  |

| 1856 | 1861 | 1866 | 1872 | 1876 | 1881 | 1886 | 1891 | 1896 |
| ---- | ---- | ---- | ---- | ---- | ---- | ---- | ---- | ---- |
| 497  | 451  | 412  | 403  | 373  | 332  | 321  | 288  | 299  |

| 1901 | 1906 | 1911 | 1921 | 1926 | 1931 | 1936 | 1946 | 1954 |
| ---- | ---- | ---- | ---- | ---- | ---- | ---- | ---- | ---- |
| 270  | 250  | 225  | 181  | 166  | 147  | 112  | 87   | 62   |

| 1962 | 1968 | 1975 | 1982 | 1990 | 1999 | 2006 | 2007 | 2012 |
| ---- | ---- | ---- | ---- | ---- | ---- | ---- | ---- | ---- |
| 39   | 28   | 28   | 22   | 73   | 85   | 123  | 128  | 134  |

| 2017 | 2022 | - | - | - | - | - | - | - |
| ---- | ---- | - | - | - | - | - | - | - |
| 137  | 141  | - | - | - | - | - | - | - |

### Manifestations culturelles et festivités

#### La semaine musicale
Depuis 20 ans, l'association Les Trois Sources organise une semaine de concerts au mois d'août : musiques classiques et du monde.

#### L’association So Divine Sound System
Elle a organisé sous l'impulsion du DJ/Selecta Selectsam des soirées dansantes de plein air durant la saison estivale. La dernière soirée, intitulé « hope party », a eu lieu à la fin de l'été 2015.

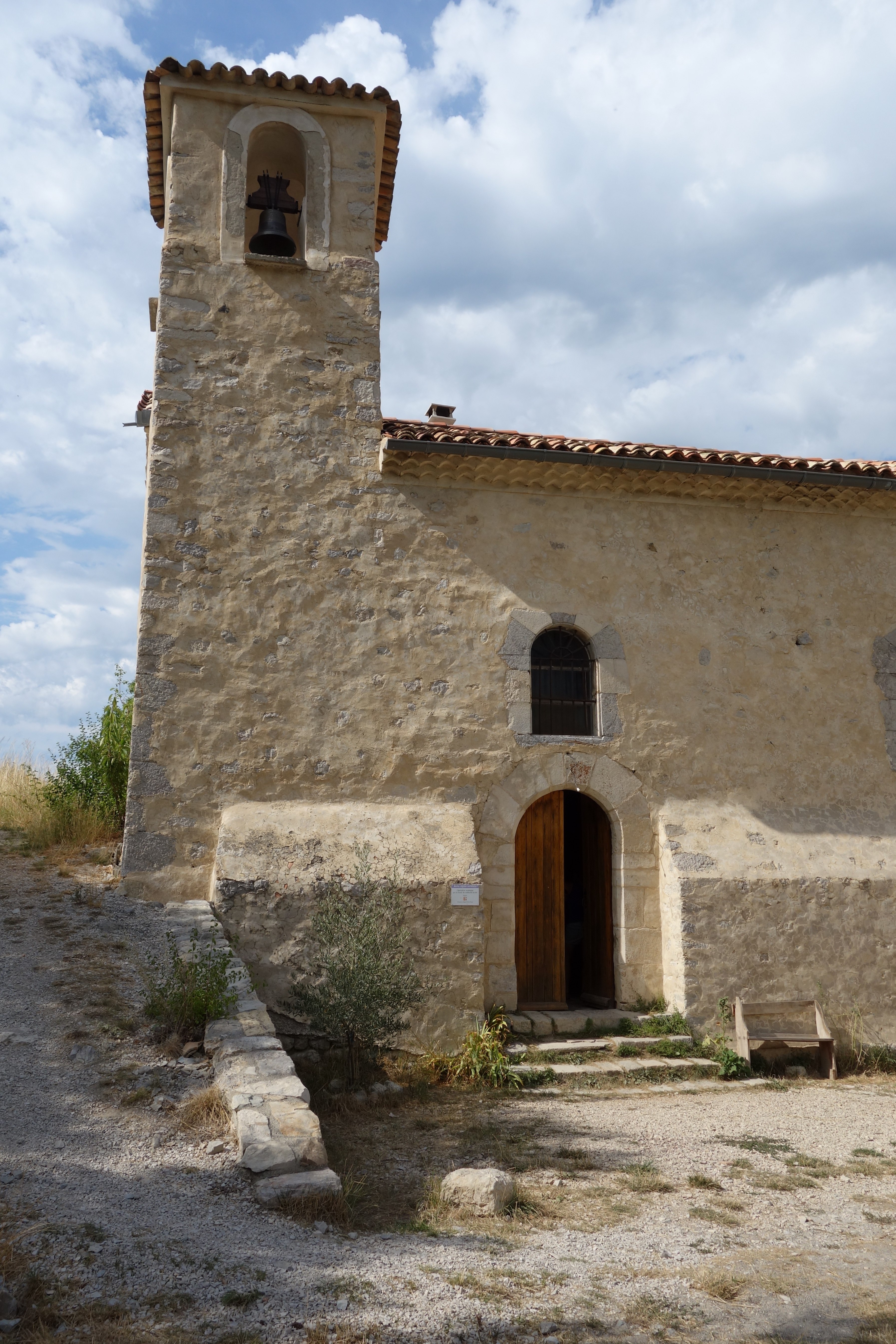
Le clocher, un jeune olivier à gauche de la porte.

## Culture locale et patrimoine

### Lieux et monuments
- Église Saint-Étienne d'Éourres.